# مینولتا ایکس-۷۰۰
مینولتا ایکس-۷۰۰ (به انگلیسی: Minolta X-700) یک دوربین عکاسی تک‌لنزی بازتابی ساخت شرکت مینولتا است.